# Bitias
Bitias is een geslacht van kreeftachtigen uit de klasse van de Malacostraca (hogere kreeftachtigen).

## Soorten
- Bitias brevis (Rathbun, 1906)
- Bitias stocki Fransen, 1990